# ドレスデン・グリーン
ドレスデン・グリーン、ドレスデン・グリーン・ダイヤモンド、あるいはそのまま緑のダイヤモンドなどと呼ばれるこの石は、41カラット（8.2グラム）の人工着色ではない緑色をしたダイヤモンドである。産出地は、現在のインド共和国アーンドラ・プラデーシュ州にあったコラール鉱山が有力とされているが、史料に現れる年次を考慮するとブラジル産の可能性も否定できない。
ドレスデン・グリーンはその結晶中に窒素をほとんど含まない、珍しいタイプのIIa型（全ダイヤモンド産出量のおよそ0.1%）とされている。またその内部は完璧に無傷であるとされている。
この石は、過去200年のほとんどの期間ドイツ・ザクセン州の州都ドレスデンで展示されており、そこから動くことはなかったので、この名も都市名にちなんで付けられた。
現在、この石は同市レジデンツ城に新設されたノイ・グリュネ・ゲポルベ(de)に展示されている。

## 来歴
他の著名なダイヤモンドとは異なり、この石はほとんど所有者、および所蔵場所が変わっておらず、その点でも珍しい。
今日確認できる、おそらくこの石に関する最古の史料は1722年10月25-27日付けのロンドンの業界紙だろう。そこには、おそらくこの石と推測される 緑色をしたダイヤモンド がときのイギリス国王ジョージ1世に閲覧されたという記事が載っている。
絶対的に確実な最古の文献記録は、1742年に、ポーランド国王アウグスト3世ことザクセン選帝侯フリードリヒ・アウグスト2世がライプツィヒの見本市にてこの石をオランダ商人から買い上げた記述である 。1768年に、この石は他の2つの大粒のダイヤモンドと、141の小粒のダイヤモンドとともに、とてつもなく高価な帽子飾りに飾られた。以来、ドレスデン・グリーンはその形と、第二次世界大戦中連合軍による空襲を避けるため一時的に疎開し、戦後1958年までモスクワに留置された以外、展示場所も大きく変わることなく今日まで来ている。
2000年にアメリカの宝石商、ハリー・ウィンストン社がこの石のアメリカ合衆国での展示会を企画し、この石は大西洋を渡ってまずはニューヨークにある同社のサロンで展示され、その後ワシントンD.C.にあるスミソニアン博物館に仮設された同社の社名を冠した展示場にて、世界最大の青いダイヤモンド、ホープダイヤモンドに隣あわせて陳列、展示された。この2つの石は同じカラーダイヤモンドで産地も同じと推測されることから、兄弟姉妹の関係にあるといった伝説がある。

## 色
この石の特有の緑は、まだ地中にあったとき天然放射線に長期間にわたって暴露されたことによる。この石は、きわめて稀にしか得られない天然の緑のダイヤモンドと、放射線照射等で人工的に着色されたそれとを比較、区別するための基準にもなっている。